# Coupe de France de futsal 2001-2002
Navigation
2001-2001 2002-2003
La Coupe nationale futsal 2001-2002 est la huitième édition de la Coupe de France de futsal. La finale à huit se tient à Mulhouse les 30 et 31 mars 2002.
À partir du début de la saison 2001-2002, les qualifications sont organisées par les Ligues régionales de football puis les demi-finales nationales déterminent début février 2002 les huit finalistes.
Le Champs Futsal remporte pour la première fois la compétition. En finale, il bat aux tirs au but le Canal Sport Roubaix, vainqueur en 1998 et finaliste défait en 2000. 

## Format
Les demi-finales nationales sont constituées de huit groupes de huit équipes, dont seul le vainqueur se qualifie pour la finale nationale à huit.
La finale comprend huit clubs séparés en deux groupes joués chacun en tournoi toutes rondes. Les deux premiers de chaque poule s'affrontent en demi-finales croisées en élimination directe jusqu'à déterminer le vainqueur au terme de la finale,.

## Qualifications
La compétition comprend des phases qualificatives régionales puis des demi-finales nationales,.

### Demi-finales de qualification
Les demi-finales nationales sont constituées de huit groupes de huit équipes. Celle du Champs Futsal est jouée à Châteauroux en février 2002,. Seule les vainqueurs de groupe (en gras ci-dessous) sont qualifiés pour la finale.
Groupe A (Strasbourg, 06/02/2002)
- Illzach Modenheim
- FC Mulhouse
- Masevaux
- Wittenheim
- Strasbourg ASPTT
- Mundolsheim
- Schiltigueim
- Duppigheim

Groupe B (Angers, 09/02/2002)
- AS Ponts
- Jean Vilars Angers
- Pont l'Évêque
- Villiers Blonville
- Hérouville Futsal
- US Montgermont
- Stade pleudihen
- Vigilante Plemet

Groupe C (Châteauroux, 09/02/2002)
- Châteaudun
- Saint-Denis-d'Anjou
- Rouillon
- Aubusson
- Chamois niortais
- Champs Futsal
- Volvic
- Neulisse

Groupe D (Dole, 10/02/2002)
- Larians Munans
- Thise Chalezeule
- Beaune
- Montceau
- Canal Sports Roubaix
- Lille Sud
- Aube Vénissieux
- Neuville-sur-Saone

Groupe E (Florange, 09/02/2002)
- Hettange Grande
- JL Knutange
- Hombourg Chenes
- Sarreguemines
- Saint-Mihiel
- Godbrange
- Mirecourt
- Custines Malleloy

Groupe F (Fronton, 17/02/2002)
- Bozouls
- La Fouillade
- US Requista
- Verdalle
- Mazamet
- Caussade
- L'Isle Jourdain
- Pin Balma

Groupe G (Valenciennes, 16/02/2002)
- Communaux de Cambrai
- SPB Saint-Saulve (finaliste)
- FC Saint-Jean de Losnes
- AS Clamecy
- CA Villers Semeuse
- FF Barsequanais
- CS Chalindray
- Paris ACASA

Groupe H (Roanne, 10/02/2002)
- Interfoot Saint-Just
- ASF Andrézieux T
- Montabert Saint-Priest
- Bourg-Peronnas
- Pablo Picasso Échirolles
- Nerveux
- Triton Montpellier
- Saint-Tropez

## Tournoi final

### Organisation
Le tournoi final a lieu les 30 et 31 mars 2002 au Palais des sports de Mulhouse, avec les huit équipes qualifiées. Parmi elles, trois sont des clubs spécialistes de futsal et cinq sont des clubs de football.
| Nom                  | Ligue régionale     | Club de ... |
| -------------------- | ------------------- | ----------- |
| Communaux de Cambrai | Nord-Pas-de-Calais  | futsal      |
| Canal Sport Roubaix  | Nord-Pas-de-Calais  | futsal      |
| Champs Futsal Club   | Paris-Île-de-France | futsal      |
| ASF Andrézieux T     | Rhône-Alpes         | football    |
| JL Knutange          | Lorraine            | football    |
| US Montgermont       | Bretagne            | football    |
| FC Mulhouse          | Alsace              | football    |
| US Réquista          | Midi-Pyrénées       | football    |

### Phase de groupes
| Résultats                | Pts |
| ------------------------ | --- |
| Victoire                 | 4   |
| Victoire aux tirs au but | 2   |
| Défaite aux tirs au but  | 1   |
| Défaite                  | 0   |

#### Groupe B
Avec trois victoires en autant de matchs lors du premier tour, le Champs Futsal s'imposent en favoris. Dans la seconde rencontre, grâce à deux buts de Moreira et Joao Marna, il bat l'ASF Andézieux, le tenant du titre.

### Phase à élimination directe

#### Tableau
L'équipe locale du FC Mulhouse, composée de jeunes joueurs du centre de formation, s'incline en demi-finale contre le futur vainqueur de la compétition. Les deux vainqueurs de groupe, tous deux clubs spécifiques de futsal, se qualifient pour la finale.
|  | Demi-finales          | Demi-finales |            |       | Finale | Finale |
|  | Demi-finales          | Demi-finales |            |       | Finale | Finale |
|  |                       |              |            |       |        |        |
|  |                       |              |            |       |        |        |
|  |                       |              |            |       |        |        |
|  | CS Roubaix (A1)       | 4            |            |       |        |        |
|  | CS Roubaix (A1)       | 4            |            |       |        |        |
|  | ASF Andrézieux T (B2) | 3            |            |       |        |        |
|  | ASF Andrézieux T (B2) | 3            | CS Roubaix | 2tab1 |        |        |
|  |                       |              | CS Roubaix | 2tab1 |        |        |
|  |                       | Champs FC    | 2tab2      |       |        |        |
|  | FC Mulhouse (A2)      | Champs FC    | 2tab2      | 1     |        |        |
|  | FC Mulhouse (A2)      |              |            | 1     |        |        |
|  | Champs FC (B1)        | 4            |            |       |        |        |
|  | Champs FC (B1)        | 4            |            |       |        |        |

#### Finale
Au terme d'une finale disputée en deux mi-temps de quinze minutes, Saïd Meghni, frère du footballeur Mourad, inscrit le tir au but décisif. Le gardien francilien Toihir Adji Ali multiplie auparavant les arrêts réflexes devant les cinq internationaux du Canal Sport Roubaix, supérieurs de maîtrise technique et collective.
| Entraîneur :  |
| Patrick Solet |

| Entraîneur :  |
| Patrick Solet |

## Vainqueur: Champs Futsal
Avec un effectif riche, Champs Futsal se distingue par sa solidité défensive et de fortes individualités en attaque. Markovic, Komandi et Diakité perforent également les rideaux défensifs adverses.
Dans le tournoi final, les Seine-et-Marnais marquent un total de quinze buts et n'en concèdent que huit. Le président-joueur Mokrane Attal devient le huitième capitaine de l'histoire de la compétition à soulever le trophée, le premier représentant une formation de l'Île-de-France.